# Deaminazione ossidativa
La deaminazione ossidativa è un tipo di reazione di chimica organica in cui vengono rimossi gruppi amminici da un substrato molecolare con rottura del legame C-N.

## Biochimica
Un esempio di tale reazione a livello biochimico è il processo di rimozione dei gruppi amminici dal glutammato, in modo da modificarli per l'escrezione. Nel fegato infatti i gruppi amminici alfa vengono staccati dagli amminoacidi mediante reazioni di transamminazione, e trasferiti all'alfa-chetoglutarato per formare L-glutammato.
Negli epatociti il glutammato viene trasportato dal citosol nei mitocondri, dove viene sottoposto alla deamminazione ossidativa, catalizzata dalla L-glutammato deidrogenasi (Mr= 330000). Nei mammiferi questo enzima, presente solo nella matrice mitocondriale, richiede NAD o NADP quale accettore degli equivalenti riducenti. L'alfa-chetoglutarato viene utilizzato nel ciclo di Krebs quindi anche nella sintesi del Glucosio. L'azione combinata delle ammino transferasi e della glutammato deidrogenasi viene detta transdeamminazione. La molecola enzimatica è costituita da sei subunità identiche: la sua attività è influenzata da una complicata serie di modulatori allosterici. Tra questi, i meglio studiati sono il modulatore positivo ADP e il modulatore negativo GTP.